# Remsen Award
Der Remsen Award ist ein Chemie-Preis der American Chemical Society (Maryland Section), der seit 1946 jährlich vergeben wird. Er ist nach Ira Remsen benannt.

## Preisträger
- 1946 Roger Adams
- 1947 Samuel C. Lind
- 1948 Elmer McCollum
- 1949 Joel Henry Hildebrand
- 1950 Edward Calvin Kendall
- 1951 Hugh Stott Taylor
- 1952 William M. Clark
- 1953 Edward Lawrie Tatum
- 1954 Vincent du Vigneaud
- 1955 Willard Libby
- 1956 Farrington Daniels
- 1957 Melvin Calvin
- 1958 Robert B. Woodward
- 1959 Edward Teller
- 1960 Henry Eyring
- 1961 Herbert Charles Brown
- 1962 George Porter
- 1963 Harold C. Urey
- 1964 Paul Doughty Bartlett
- 1965 James R. Arnold
- 1966 Paul H. Emmett
- 1967 Marshall Warren Nirenberg
- 1968 Har Gobind Khorana
- 1969 Albert Lester Lehninger
- 1970 George S. Hammond
- 1971 George C. Pimentel
- 1972 Charles H. Townes
- 1973 Frank Westheimer
- 1974 Elias James Corey Jr.
- 1975 Henry Taube
- 1976 William Lipscomb
- 1977 Ronald Breslow
- 1978 John C. Polanyi
- 1979 Harry B. Gray
- 1980 Roald Hoffmann
- 1981 Kōji Nakanishi
- 1982 Harden M. McConnell
- 1983 George Whitesides
- 1984 Earl Muetterties
- 1985 Richard N. Zare
- 1986 Gilbert Stork
- 1987 Stephen Lippard
- 1988 Mildred Cohn
- 1989 Barry Sharpless
- 1990 Robert Bergman
- 1991 Rudolph Arthur Marcus
- 1992 William A. Klemperer
- 1993 Christopher T. Walsh
- 1994 Edward L. Solomon
- 1995 Alfred G. Redfield
- 1996 David Evans
- 1997 William H. Miller
- 1998 Peter Dervan
- 1999 Tom Meyer
- 2000 Alexander Pines
- 2001 Adriaan Bax
- 2002 Matthew S. Platz
- 2003 Henry F. Schaefer
- 2004 Samuel Danishefsky
- 2005 Judith P. Klinman
- 2006 Gábor A. Somorjai
- 2007 Peter F. Leadlay
- 2008 John C. Tully
- 2009 Jean Fréchet
- 2010 John T. Groves
- 2011 Graham R. Fleming
- 2012 Daniel G. Nocera
- 2013 Eric Jacobsen
- 2014 Emily Carter
- 2015 JoAnne Stubbe
- 2016 Charles M. Lieber
- 2017 Robert H. Grubbs
- 2018 Chad A. Mirkin
- 2019 Catherine J. Murphy
- 2020 Thomas W. Muir
- 2021 Todd Martinez
- 2022 Scott Miller[1]
- 2023 Steven Sibener